# Leandro Barcia
Leandro Barcia Montero (8 de octubre de 1992 en Florida, Uruguay) es un futbolista uruguayo que juega de delantero y actualmente milita en Club Oriental de Football de la Segunda División de Uruguay.

## Vida personal
El padre de Barcia, Gerardo, es gerente de la cadena de supermercados Multi Ahorro y su madre, Daniela, es docente. Tiene 2 hermanos, Diego e Irene. El floridense vino a Montevideo a estudiar Ciencias Económicas pero antes se jugó la ficha de su vida: probarse en el club de sus amores, Nacional; quedó y ante el partido contra Cerro, sorprendió con sus goles. Él mismo se encargó de llamar al técnico de la Cuarta División tricolor, Rudy Rodríguez, para probarse.

## Trayectoria
Surgido en River Plate de Florida, fue ascendiendo rápidamente, jugando en selecciones Sub-15 albirrojas con la que le anotó un tanto a Sarandi Grande,  para luego de ser artífice del torneo obtenido por los de la diagonal en Primera en el año 2010 habiendo anotado dos tantos importantísimos para dicha consagración.
Llegó en el 2011 a Nacional desde la ciudad de Florida para jugar en la cuarta división del club. Se coronó campeón del campeonato uruguayo 2012-2013 con la tercera división, siendo el goleador de la misma. En el 2014, habiendo convertido 15 goles en la temporada de tercera división, fue ascendido al plantel principal por Álvaro Gutiérrez, quien lo hizo debutar en la victoria por 3:0 frente a Cerro Largo en el Parque Central por la undécima fecha del campeonato uruguayo.
Para la temporada 2019 llegó al recién ascendido Goiás Esporte Clube, con el cual jugaría el Campeonato Brasileño de Serie A. Un año después se marchó al Sport Recife, equipo también recién ascendido a la máxima categoría del fútbol brasileño.
Abandonó el Sport Recife a fines de 2021, para fichar con el Atlético Clube Goianiense, en donde estuvo solamente 6 meses antes de pasar al Ponte Preta.
En la temporada 2023 jugó en el Defensor Sporting de Uruguay.
Tras una temporada en el conjunto violeta retornó a Brasil, volviendo a su país de nacimiento a los seis meses para jugar en Boston River.

## Clubes
| Club                | País    | Año         |
| ------------------- | ------- | ----------- |
| Nacional            | Uruguay | 2014 - 2019 |
| Rentistas           | Uruguay | 2019-2023   |
| Goiás               | Brasil  | 2019        |
| Sport Recife        | Brasil  | 2020 - 2021 |
| Atlético Goianiense | Brasil  | 2022        |
| Ponte Preta         | Brasil  | 2022        |
| Defensor Sporting   | Uruguay | 2023-2024   |
| Náutico             | Brasil  | 2024        |
| Boston River        | Uruguay | 2024-2025   |
| Cerro               | Uruguay | 2025        |
| Oriental            | Uruguay | 2025-act    |

## Estadísticas
| Club               | Div.          | Temporada     | Liga  | Liga  | Copas internacionales | Copas internacionales | Total | Total |
| Club               | Div.          | Temporada     | Part. | Goles | Part.                 | Goles                 | Part. | Goles |
| ------------------ | ------------- | ------------- | ----- | ----- | --------------------- | --------------------- | ----- | ----- |
| Nacional · Uruguay | 1.ª           | 2013-14       | 4     | 3     | 0                     | 0                     | 4     | 3     |
| Nacional · Uruguay | 1.ª           | 2014-15       | 19    | 6     | 4                     | 1                     | 23    | 7     |
| Nacional · Uruguay | 1.ª           | 2015-16       | 25    | 2     | 10                    | 1                     | 35    | 3     |
| Nacional · Uruguay | 1.ª           | 2016-17       | 8     | 1     | 1                     | 0                     | 9     | 1     |
| Nacional · Uruguay | 1.ª           | 2017-18       | 22    | 2     | 8                     | 2                     | 30    | 4     |
| Nacional · Uruguay | Total club    | Total club    | 78    | 14    | 23                    | 4                     | 92    | 18    |
| Total carrera      | Total carrera | Total carrera | 78    | 14    | 23                    | 4                     | 92    | 18    |

## Palmarés

### Títulos nacionales
| Título              | Club              | País    | Año     |
| ------------------- | ----------------- | ------- | ------- |
| Torneo Apertura     | Nacional          | Uruguay | 2014    |
| Campeonato Uruguayo | Nacional          | Uruguay | 2014-15 |
| Campeonato Uruguayo | Nacional          | Uruguay | 2016    |
| Torneo Apertura     | Nacional          | Uruguay | 2018    |
| Torneo Intermedio   | Nacional          | Uruguay | 2018    |
| Copa AUF Uruguay    | Defensor Sporting | Uruguay | 2023    |